# Semat
Semat je bila egipatska kraljica 1. dinastije, žena faraona Dena, a pokopana je u Umm el-Qa'abu, zajedno sa svojim mužem, gdje joj je ime nađeno na steli. Njezini su naslovi bili "Ona koja gleda Horusa" i "Ona koja nosi Seta".